# Diocesi di Pinsk

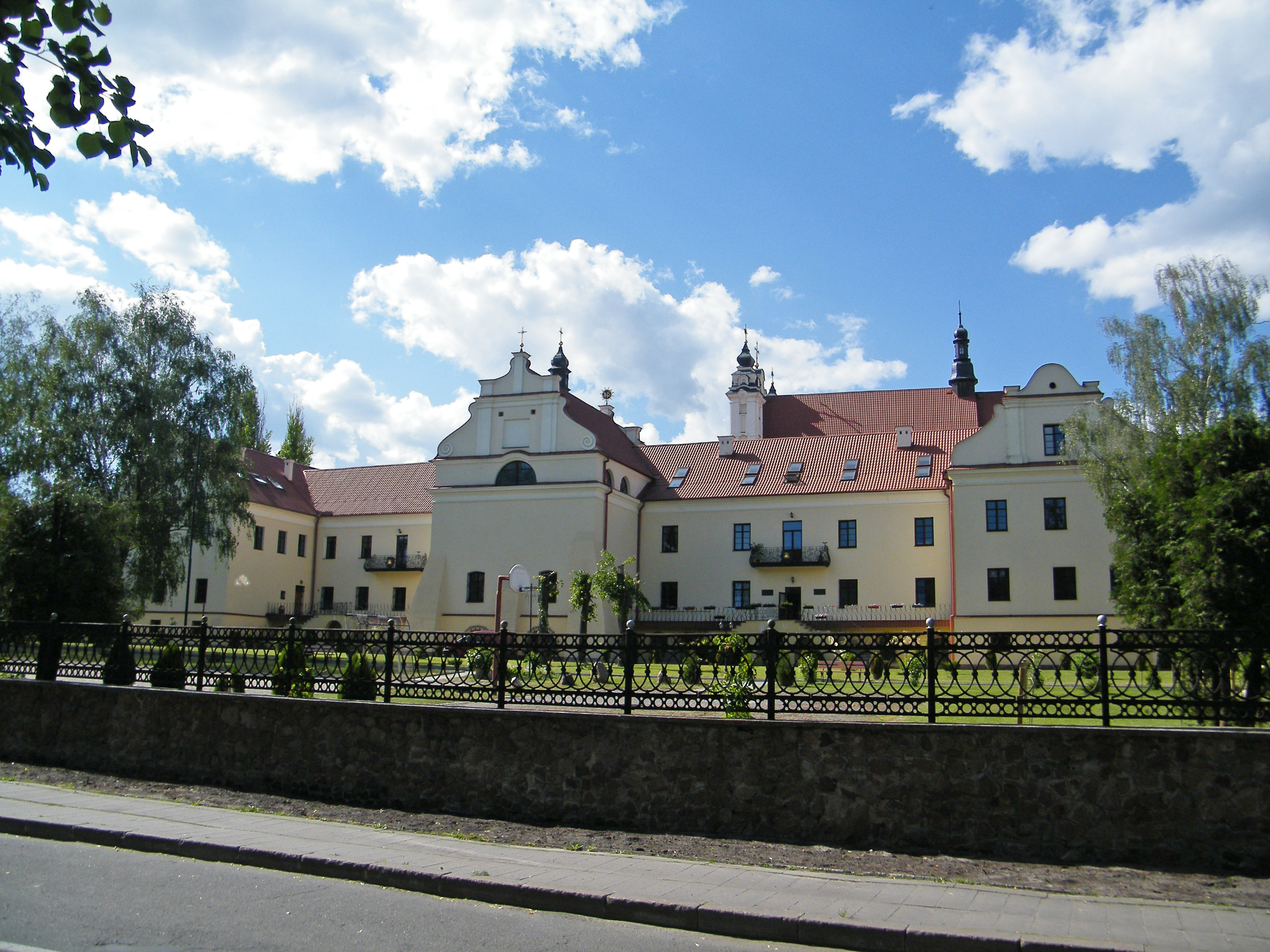
Il seminario vescovile "San Tommaso d'Aquino" a Pinsk.

La diocesi di Pinsk (in latino Dioecesis Pinskensis Latinorum) è una sede della Chiesa cattolica in Bielorussia suffraganea dell'arcidiocesi di Minsk-Mahilëŭ. Nel 2023 contava 54.140 battezzati su 2.716.430 abitanti. È retta dal vescovo Antoni Dziemianko.

## Territorio
La diocesi comprende le regioni di Brėst e di Homel' nella parte meridionale della Bielorussia.
Sede vescovile è la città di Pinsk, dove si trova la cattedrale dell'Assunzione di Maria Vergine.
Il territorio è suddiviso in 7 decanati e in 88 parrocchie.

## Storia
In seguito alla pace di Riga del 18 marzo 1921, la diocesi di Minsk si trovò territorialmente divisa in due stati: 55 parrocchie in territorio sovietico e 53 parrocchie in Polonia.
Dopo lunghe trattative, progetti e discussioni, la Santa Sede prese le sue decisioni. Il 28 ottobre 1925, con la bolla Vixdum Poloniae unitas, papa Pio XI decise l'erezione della diocesi di Pinsk, che era costituita di 9 decanati e 53 parrocchie della diocesi di Minsk, a cui furono aggiunti 6 decanati e 67 parrocchie della diocesi di Vilnius. Quest'ultima sede, in compensazione, fu elevata al rango di sede metropolitana, ed ebbe 2 suffraganee, Pinsk e Łomża.
Nel 1926, dopo la prima riorganizzazione del territorio ad opera del nuovo vescovo Zygmunt Łoziński , la diocesi comprendeva 15 decanati, 123 parrocchie, 20 parrocchie filiali e 119 tra cappelle e oratori. Vi lavoravano 154 sacerdoti diocesani, 8 sacerdoti religiosi e 5 sacerdoti in pensione. Nella diocesi vivevano circa 286.000 cattolici.
Un seminario maggiore fu aperto a Pinsk, mentre a Nowogródek era attivo il seminario minore. Con la bolla Apostolicae Sedis, il 15 agosto 1926 Pio XI istituì il capitolo della cattedrale costituito da 12 canonici.
Con la morte del vescovo Kazimierz Bukraba (1946), la sede vescovile rimase vacante per oltre 50 anni ed amministrata da vicari capitolari. Durante il periodo sovietico operò un seminario clandestino, che permise l'ordinazione segreta di una decina di sacerdoti.
Con la fine del regime sovietico, furono riprese tutte le attività diocesane.
Il 13 aprile 1991 in forza della bolla Quia ob rerum di papa Giovanni Paolo II ha subito delle variazioni territoriali ed è divenuta suffraganea dell'arcidiocesi di Minsk-Mahilëŭ.
Il 5 giugno 1991 ha ceduto la porzione del suo territorio che dal termine della Seconda guerra mondiale si trovava in Polonia, a vantaggio dell'erezione della diocesi di Drohiczyn.

## Cronotassi dei vescovi
Si omettono i periodi di sede vacante non superiori ai 2 anni o non storicamente accertati.
- Zygmunt Łoziński † (28 ottobre 1925 - 26 marzo 1932 deceduto)
- Kazimierz Bukraba † (10 luglio 1932 - 6 maggio 1946 deceduto)
  - Sede vacante (1946-2012)
  - Wladyslaw Jedruszuk † (16 febbraio 1967 - 13 aprile 1991) (amministratore apostolico)
  - Kazimierz Świątek † (13 aprile 1991 - 30 giugno 2011) (amministratore apostolico)
  - Tadeusz Kondrusiewicz (30 giugno 2011 - 3 maggio 2012) (amministratore apostolico)
- Antoni Dziemianko, dal 3 maggio 2012

## Statistiche
La diocesi nel 2023 su una popolazione di 2.716.430 persone contava 54.140 battezzati, corrispondenti al 2,0% del totale.
| anno | popolazione | popolazione | popolazione | presbiteri | presbiteri | presbiteri | presbiteri                | diaconi | religiosi | religiosi | parrocchie |
| anno | battezzati  | totale      | %           | numero     | secolari   | regolari   | battezzati per presbitero | diaconi | uomini    | donne     | parrocchie |
| ---- | ----------- | ----------- | ----------- | ---------- | ---------- | ---------- | ------------------------- | ------- | --------- | --------- | ---------- |
| 1950 | 319.603     | ?           | ?           | 153        | 153        |            | 2.088                     |         |           | 35        | 133        |
| 1970 | 88.000      | 174.000     | 50,6        | 81         | 80         | 1          | 1.086                     |         | 1         | 49        | 35         |
| 1999 | 50.000      | 3.100.000   | 1,6         | 33         | 13         | 20         | 1.515                     |         | 13        | 27        | 64         |
| 2000 | 50.000      | 3.100.000   | 1,6         | 33         | 13         | 20         | 1.515                     |         | 31        | 43        | 60         |
| 2001 | 50.000      | 3.100.000   | 1,6         | 33         | 14         | 19         | 1.515                     |         | 31        | 52        | 60         |
| 2002 | 50.000      | 3.100.000   | 1,6         | 40         | 17         | 23         | 1.250                     |         | 35        | 53        | 60         |
| 2003 | 50.000      | 3.100.000   | 1,6         | 40         | 17         | 23         | 1.250                     |         | 37        | 43        | 60         |
| 2004 | 50.000      | 3.100.000   | 1,6         | 43         | 19         | 24         | 1.162                     |         | 41        | 47        | 60         |
| 2013 | 50.000      | 3.110.000   | 1,6         | 52         | 29         | 23         | 961                       |         | 31        | 46        | 76         |
| 2016 | 42.100      | 3.108.000   | 1,4         | 50         | 31         | 19         | 842                       |         | 23        | 51        | 81         |
| 2019 | 52.000      | 2.800.000   | 1,9         | 49         | 32         | 17         | 1.061                     |         | 24        | 42        | 85         |
| 2021 | 50.825      | 2.780.000   | 1,8         | 52         | 36         | 16         | 977                       |         | 26        | 36        | 87         |
| 2023 | 54.140      | 2.716.430   | 2,0         | 53         | 34         | 19         | 1.021                     |         | 24        | 36        | 88         |